# Conservatoire Glazounov de Petrozavodsk
Le conservatoire d'État Glazounov de Petrozavodsk (Петрозаво́дская государственная консерватория имени Александра Константиновича Глазунова) est un établissement d'enseignement supérieur de musique de la ville de Petrozavodsk en Russie. Il est dédié au compositeur Alexandre Glazounov. Il se trouve 16 rue de Léningrad.

## Histoire
Ce conservatoire est fondé le 1er juillet 1967 comme filiale du conservatoire de Léningrad et devient conservatoire d'État de Petrozavodsk en 1991. Il prend le nom de Glazounov en 2003.

## Recteurs
- Gueorgui Laptchinski 1967-1971
- V.M. Kassatkine 1971-1977
- Viatcheslav Kalaberda 1977-1987
- S.Z. Soukhov 1997-2002
- Vladimir Soloviev 2002-2018
- Alexeï Koubychkine depuis 2018

## Chaires d'enseignement
- Cours spécial de piano
- Instruments à cordes
- Instruments à vent
- Instruments populaires
- Chant solo et opéra
- Direction de chœur
- Théorie de la musique et composition
- Histoire de la musique
- Musique des peuples finno-ougriens
- Ensemble de chambre et classe de Konzertmeister
- Cours général de piano
- Disciplines de sciences humaines et socio-économiques

## Ensembles
- Orchestre symphonique des étudiants
- Orchestre de chambre «Nord-west studium»
- Chœur académique
- Orchestre d'instruments populaires russes
- Ensemble d'instruments populaires russes « Voix de Russie »
- Ensemble « Istoki »